# Xupria
Xupria o Shubria fou un regne que es disputaren Assíria i Urartu, al sud-est de Palu i a l'oest del llac Van. Durant tres anys hi va haver fortes hostilitats, segurament en temps del rei d'Urartu Erimena (675 aC-670 aC) i els assiris van cremar la capital Uppumé.